# Hîșevîci, Horodok
Hîșevîci (în ucraineană Хишевичі) este un sat în comuna Koropuj din raionul Horodok, regiunea Liov, Ucraina.

## Demografie
Componența lingvistică a localității Hîșevîci
     Ucraineană (100%)
Conform recensământului din 2001, toată populația localității Hîșevîci era vorbitoare de ucraineană (100%).